# Хасавјурт
Хасавјурт (рус. Хасавюрт) град је у Русији у републици Дагестан. Према попису становништва из 2010. у граду је живело 133.929 становника.

## Становништво
Према прелиминарним подацима са пописа, у граду је 2010. живело 133.929 становника, 12.112 (9,94%) више него 2002.
| 1939.  | 1959.  | 1970.  | 1979.  | 1989.  | 2002.   | 2010.   |
| ------ | ------ | ------ | ------ | ------ | ------- | ------- |
| 23.368 | 34.194 | 54.255 | 65.114 | 70.514 | 121.817 | 131.187 |